# SH-09D
docomo NEXT series AQUOS PHONE ZETA SH-09D (ドコモ ネクストシリーズ アクオスフォン ゼータ エスエイチゼロキューディー)は、シャープによって開発された、NTTドコモの第3.9世代移動通信システム(Xi)と第3世代移動通信システム(FOMA)とのデュアルモード端末である。docomo NEXT seriesのひとつ。

## 概要
AQUOS PHONEブランドNTTドコモ向けの初代フラッグシップモデルであり、製品名の「ZETA」はアルファベットの最後の「Z」と同じ形のギリシア文字で(Ζ)、ギリシャ語で「最終の」「究極の」という意味を持つ。
キャッチコピーは「大画面×省エネの4.7インチHD液晶搭載 Xi対応ハイスペック防水スマートフォン」。
シャープ製の端末では初のSuper-CG シリコン液晶を搭載しており、従来のCG シリコンに比べて透過率が向上したことで、明るく鮮明な表示とバックライトの省電力化を両立。さらに液晶にメモリを内蔵することにより、メールや写真などの静止画表示時はCPUの画像伝送を停止し、システム全体で高い省エネルギー性能を実現している。
また、Super-CG シリコン液晶の搭載と「Edge to Edge設計」を採用することにより液晶左右のフレームの額縁をスリム化することで画面占有率が約70%の4.7インチHD液晶という大画面を実現させた。
シャープ独自のタッチ操作チューニング技術により、タッチ操作に対する反応性となめらかなスクロールを高次元で両立しスムーズな動きを実現させた。
液晶画面の下部には7色に輝く「アーチカーブライン」イルミネーションが搭載されている。
ユーザーインターフェースはdocomo Palette UIとシャープとデザインハウスのFrog Design Inc.との共同開発によるFeel UXが搭載されている。
オリジナルの音楽プレーヤーアプリ「Music'n Player」を搭載するとともに、LPA(Low Power Audio)の採用により、約45時間の長時間音楽再生に対応している。
メインカメラはノイズの少ない高精細画像と高い色再現性を実現する画像処理エンジン「ProPix」を搭載。高感度低ノイズを実現した1210万画素「裏面照射型CMOSセンサー」を採用。
バッテリー容量は1900mAhでおくだけ充電に対応。電池の改善により、おくだけ充電での充電時間も短縮し、ACアダプタ使用時とほとんど変わらない充電が可能となった。

## 主な機能
| 主な対応サービス                                 | 主な対応サービス                           | 主な対応サービス                       | 主な対応サービス                              |
| ------------------------------------------------ | ------------------------------------------ | -------------------------------------- | --------------------------------------------- |
| タッチパネル／加速度センサー                     | Xi／FOMAハイスピード                       | Bluetooth                              | DCMX／おサイフケータイ／赤外線／トルカ        |
| ワンセグ／モバキャス                             | メロディコール                             | テザリング                             | WiFi IEEE802.11b/g/n                          |
| GPS                                              | spモード／ドコモメール／電話帳バックアップ | デコメール／デコメ絵文字／デコメアニメ | iチャネル                                     |
| エリアメール／ソフトウェアーアップデート自動更新 | デジタルオーディオプレーヤー(WMA)(MP3他)   | GSM／3Gローミング(WORLD WING)          | フルブラウザ／Flash Player                    |
| Google Play／dメニュー／dマーケット              | Gmail／Google Talk／YouTube／Picasa        | バーコードリーダ／名刺リーダ           | ドコモ地図ナビ／Google Maps／ストリートビュー |

## 歴史
- 2012年4月10日 - テレコムエンジニアリングセンターによる技術基準適合証明の工事設計認証(工事設計認証番号001-P00064)
- 2012年4月19日 - 電気通信端末機器審査協会による技術基準適合認定の設計認証(設計認証番号AD12-0094001)
- 2012年5月16日 - NTTドコモより発表。
- 2012年6月22日 - 事前予約開始。
- 2012年6月29日 - 発売開始[8]。
- 2012年8月1日 - 発売終了と同時に後述の騒動が発生。
- 2013年5月8日 - Android 4.1バージョンアップ対象機種に選定される[9]。
- 2013年7月29日 - Android 4.1へアップデート開始。
- 2013年8月6日 - OSアップデート後に正常に起動しない場合があるとしてアップデートを一時中断[10]。
- 2013年11月25日 - Android 4.1へアップデート再開。

## 生産終了騒動
2012年8月1日、ドコモのカタログや製品ページから製品情報が削除され、発売終了となった。現在はお客様サポートのページのみに掲載されている。わずか1ヶ月で発売を終了するという異例の事態となった。
原因はQualcommのチップの供給不足としており、そのために生産が追い付かなくなってしまったとみられる。元々チップの供給体制が夏までに間に合わない事はシャープも含め各端末メーカーが認知していたため、AQUOS PHONE ZETAシリーズでは珍しくカラーバリエーションがWhite1色のみとされたが、それでも生産が追い付かなかった
8月1日の時点では「生産終了」とされていたが、ドコモの誤載である事が判明し翌2日には訂正された。
取り扱い上は発売終了だったが生産は継続されていたため、各店舗に細々と入荷していた。どの店舗でも店頭での実機の展示を取りやめ、モックだけがぽつんと置かれている状態だったが、機種そのものは優秀で人気だったため、常に品薄状態が続いた。
生産予定数より増産することなく、本機の生産は正式に終了した。

## アップデート・不具合など

### Android 4.0が対象のアップデート
2012年7月26日のアップデート
- ブラウザを長時間利用すると、まれにブラウザが強制終了する不具合を修正する。
- 特定のアプリで使用中にまれに強制終了する不具合を修正する。

2012年9月27日のアップデート
- 画面ロック解除後に、時計・インフォメーションウィジェットの時間がずれる不具合を修正する。
- 電話帳機能利用時にまれに携帯電話(本体)がフリーズする不具合を修正する。

2012年12月17日のアップデート
- 充電器を接続しても、まれに充電が開始されない不具合を修正する。

2013年4月17日のアップデート
- Wi-Fi接続状態でまれに携帯電話(本体)の時刻がずれる不具合を修正する。
- ブラウザでファイルをダウンロードする際にまれにダウンロードに失敗する不具合を修正する。
- YouTube視聴時にリプレイ再生が途中で止まってしまう不具合を修正する。

2013年7月29日のアップデート(OSバージョンアップ)
- 本機特有の主な変更点
  - クイックツールボックスEXの追加。
  - カメラUIの改善。モバイルライト・GPS・手ぶれ補正などの設定が容易に変更できるようになる。
  - コンテンツマネージャーにおける絞り込み設定の拡張(画像サイズによる絞り込みの追加)。
  - Office Suiteがプリインストールされ、パスワードのかかったファイルが閲覧できるようになる。
  - アシスト機能の追加。ナビゲーションバーを上方向にフリックすると、Google検索またはしゃべってコンシェルを起動させることができるようになる。
- Android 4.1における共通の変更点
  - Android OS全体で、表示速度とタッチ反応が向上。
  - Google Nowへの対応。
  - ステータスバーから次のアクションが可能に。
- ドコモ共通の変更点
  - データ保管BOXへ対応。
- 不具合修正
  - 特定の条件下で電波環境が良好であるにも関わらず、まれにアンテナ表示が正しく表示されない場合がある不具合を修正する。
- ビルド番号が01.00.06から02.00.03になる。※アップデート中止に伴いビルド番号が2013年11月12日のアップデートで変更になる。

2013年11月12日のアップデート
- OSバージョンアップ(Android 4.1)を正常に実施するための機能改善。
- ビルド番号が01.00.07になる。

2013年11月25日のアップデート(OSバージョンアップ)再開　
※アップデート内容は2013年7月29日に公表した内容と同様
- ビルド番号が01.00.07から02.00.03になる。

### Android 4.1(OSバージョンアップ後)が対象のアップデート
2014年2月10日のアップデート
- 正常に読取可能なmicroSDカードを挿入しても、通知バーに「microSDカードが予期せず取り外されました」と繰り返し表示される場合がある不具合を修正する。
- ビルド番号が02.00.03から02.00.04になる。